# Марк Хармон
Томас Марк Хармон (енгл. Thomas Mark Harmon; Бербанк, Калифорнија, 2. септембар 1951) амерички је филмски, позоришни и телевизијски глумац. Хармонов лик специјалног агента Морнаричке криминалистичке истражне службе Лероја Џетроа Гибса представљен је у главној улози госта у две епизоде серије Војни адвокати. Од 2003. до 2021, Хармон је глумио у спинофу серије Војни адвокати као исти лик.
Такође се појавио у разним улогама од раних 1970-их. У почетку као колеџ фудбалер, његова улога у Ст. Елсвер довела је до тога да га Пипл магазин прозове „најсексипилнијим човеком на свету” 1986. Након што је већи део 1990-их провео као карактерни глумац, играо је специјалног агента Тајне службе Сајмона Донована у серији Западно крило, који је 2002. номинован за награду Еми за своју глуму у причи од четири епизоде. Појавио се још у филмовима Вајат Ерп, Параноја у Лас Вегасу, Уврнути петак.